# Aetos, Florina
Aetos  este un oraș în Grecia, în prefectura Florina.